# Ontario CDP (Nueva York)
Ontario es un lugar designado por el censo ubicado en el condado de Wayne en el estado estadounidense de Nueva York. En el Censo de 2020 tenía una población de 2215 habitantes y una densidad poblacional de 212,16 habitantes por km². Fue incluido como CDP en el censo de 2020.

## Geografía
Ontario se encuentra ubicado en las coordenadas 43°13′03″N 77°16′46″O / 43.21750, -77.27944. Según la Oficina del Censo de los Estados Unidos,  tiene una superficie total de 10,44 km², todos correspondientes a tierra firme.